# Charo (término)

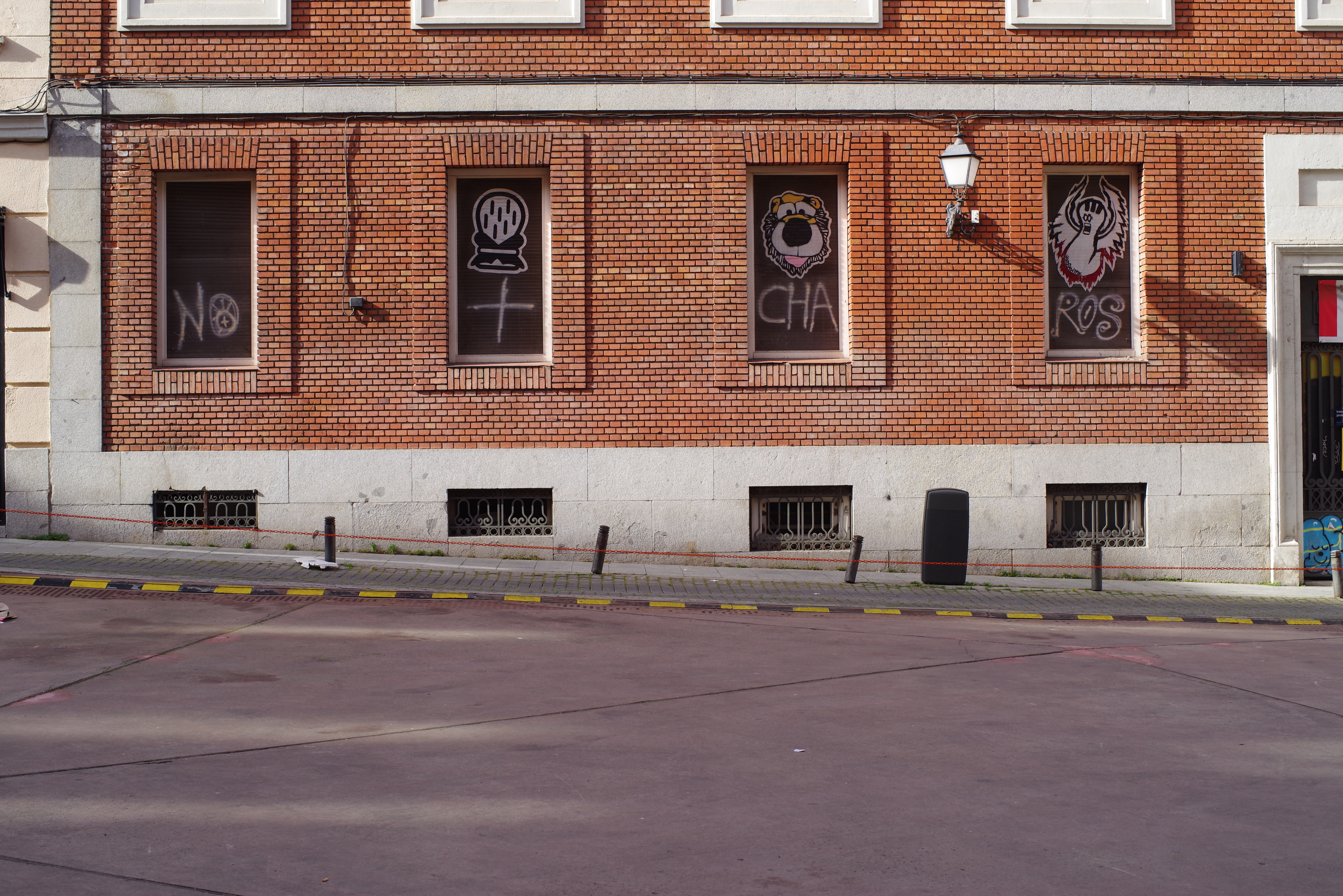
Pintada "NO + CHAROS" en calle del Gobernador, Madrid.

«Charo» es un término peyorativo surgido en España en la década de 2010 como crítica a las mujeres feministas y progresistas de mediana edad. Ha sido comparado con las «karens» estadounidenses (habiendo rechazo también a esta comparativa, en tanto que ambos conceptos tienen distintas cargas terminológicas y fecha de origen). En ocasiones, se utilizan las jergas complementarias «charía» o «charocracia» para definir el poder político que poseen muchas supuestas charos, así como la influencia social derivada del mismo, en lugares como España o Suecia. Su uso es comúnmente asociado con la derecha populista y la extrema derecha, habiendo sido utilizado públicamente por partidos como Vox y España 2000. Comentaristas de periódicos de derecha política, como Ignacio Ruiz-Quintano, han caracterizado a las charos, tanto como sostenedoras del PSOE y del gobierno de Pedro Sánchez, como a políticos y políticas de izquierdas siéndolo ellas mismas.

## Origen y definiciones
Charo es el hipocorístico del nombre español Rosario. El uso de este nombre como término peyorativo se remonta a 2011, cuando fue definido por primera vez en el foro español burbuja.info por el usuario «Visilleras». Tras haberse extendido su uso a ForoCoches, el término sería popularizado y se empezaría a debatir públicamente a partir de 2019, a raíz de la mención del mismo en Twitter por parte de la activista feminista Barbijaputa.
El Diccionario del Español Total define «Charo» como:

n. fem. Mujer española de mediana o avanzada edad, de tendencia izquierdista y con cierto comportamiento recalcitrante. Su tía María es una charo de manual; Fuimos a un garito y estaba lleno de charos. Se usa como despectivo por parte de personas de derechas.

Por su parte, Miguel Ángel Quintana Paz recopila otras definiciones del término. La definición de ForoCoches (sic) popularizada por Barbijaputa es la que sigue:

Una charo es una mujer, soltera/divorciada, de más de 30 o 35 años, generalmente sin hijos, que se caracteriza por estar siempre amargada, vivir sola, bueno, con sus gatos, ha tenido, tiene y tendrá problemas de depresión, el prozac es un clásico de su vida, y su vida sexual se limita a un consolador de su color favorito. Es la “mujer liberada que no necesita un hombre en su vida” y ese rollo funciona hasta que se le pasaron los 30 o los 35 años, ahora está quemada de la vida y es, en el mejor de los casos un juguete roto.

Ana Iris Simón, en un artículo para Vice, lo definió como:

Una Charo vendría a ser, en el imaginario creado o recreado por la alt-right española, una mujer de mediana edad, normalmente divorciada, que cree que tener un satisfyer es una personalidad y que el PSOE es de izquierdas.

La periodista de El Mundo Beatriz Miranda recibió la siguiente definición para un artículo:

"Charo es una tipa ajada de izquierda. Ojo que no tiene que ser vieja: puedes ser 'charo' con 29. La condición es estar maltratada por la vida y refugiarte en un izquierdismo lobotomizante. Suele ser funcionaria, pero no siempre. Divorciada las más de las veces. Fumadora de Marlboro light, da la turra con el 8-M como si ella fuera la única que entiende el feminismo y es ideológicamente cerrada, aunque vaya de lo contrario. Lideresas de las 'charos': Almudena Grandes, Adriana Lastra, Maruja Torres, Elvira Lindo, Julia Otero...".

## Respuesta del feminismo
El término ha recibido numerosas críticas desde sectores feministas, incluyendo acusaciones de arrogancia masculina, acomplejamiento masculino, machismo, misoginia, y de ser una forma de violencia contra las mujeres. Entre las políticas feministas que denunciaron el uso del término se encuentran Adriana Lastra y Lidia Guinart.
Sin embargo, desde su popularización por parte de Barbijaputa, otras feministas han respondido apropiándose del término, incluyéndose ella misma. La periodista María Sánchez Díez, creadora del tuit citado por Barbijaputa, respondió a los trols que lo estaban utilizando contra ella con el hashtag #JeSuisCharo, el cual fue seguido por otras mujeres. Entre las mujeres que han decidido reapropiarse del término se cuentan las también periodistas Noemí López Trujillo, Ana Requena y Anita Botwin.